# روبابيكيا (مسلسل)
روبابيكيا هو مسلسل دراما مصري من إخراج حسين عمارة وتأليف فريد شوقي  ومن بطولة فؤاد المهندس، كريمة مختار، ليلى طاهر، محمود الجندي، حسن مصطفى وميرنا وليد، صدر المسلسل في عام 2000.

## نبذة
تهبط ثروة فجائية على شحاتة (فواد المهندس) بائع الروبابيكيا فتتغير حياته، حيث يعمل بالمقاولات ويهجر عائلته ويتزوج فتاة في سن ابنته (ميرنا وليد) وتنجب له ولد، وفي يوم السبوع يخرج بسيارته في حالة انفعال بسبب شكه في نسب المولود ويصاب بفقدان الذاكرة ويعيش في الشارع لسنوات حتى يجدونه بالصدفة.